# Alopece
Alopece (in greco antico: Ἀλωπέκη?, Alōpékē) era un demo dell'Attica distante circa 11 o 12 stadi da Atene, situato ad est del centro urbano, non lontano dal Cinosarge, che si ipotizzò inizialmente essere vicino al moderno quartiere ateniese di Ambelókipi, tra il colle chiamato Licabetto e l'Ilisso, o a quello di Katsipodi, mentre si pensa oggi sia collocato nei pressi delle aree più periferiche di Daphni o di Hagios Dimitrios. 
A ovest confinava con Diomea, a ovest con Falero. Era una delle più importanti sedi degli Alcmeonidi. Qui si trovavano un tempio di Afrodite e uno di Ermafrodito: del primo rimangono alcune tracce, secondo William Martin Leake, nella chiesa del succitato villaggio di Ambelókipo.